# Good Morning America
Pour les articles homonymes, voir GMA.
Good Morning America (GMA) est une émission matinale du réseau de télévision de l'American Broadcasting Company lancée en 1975. Il s'agit d'un programme d'informations et de conseils pratiques produit en direct depuis les studios Times Square Studios de New York.
L'émission est diffusée pendant deux heures tous les jours de la semaine, mais depuis 2007, une heure supplémentaire est retransmise exclusivement pour les abonnés de la chaîne ABC New Now. Depuis 2004, l'émission existe également en format d'une heure diffusée tous les week-ends.
GMA est présentée par Robin Roberts et George Stephanopoulos, après le départ le 28 juin 2006 de Charles Gibson, qui rejoint ABC World News, et le 11 décembre 2009 de Diane Sawyer qui remplace Charles Gibson à son départ à la retraite.
Depuis 1995, GMA est la seconde émission matinale Américaine la plus visionnée, derrière son principal rival The Today Show. GMA remporte deux fois le prix Daytime Emmy Awards : le premier en 2007, ex æquo avec The Today Show, le second en 2008.

## Histoire

### 1975: premières diffusions
En 1975, la chaîne ABC souhaite concurrencer l'émission matinale de NBC, The Today Show et lance une émission nommée AM America. Lʼémission est présentée par Bill Beutel et Stephanie Edwards, tandis que Peter Jennings et Robert Kennedy présentent le journal d'informations. Malheureusement, le programme ne remporte pas le succès escompté face à The Today Show mené par le duo Jim Hartz et Barbara Walters. ABC pense alors à une nouvelle approche et découvre qu'une autre émission matinale, The Morning Exchange, produite pour le marché local de Cleveland par sa filiale WEWS- TV, semble plaire aux téléspectateurs.
En effet, contrairement à AM America et The Today Show, The Morning Exchange se consacre moins au journal d'informations et à la météo qu'elle diffuse uniquement en début et fin de chaque heure. Le reste du temps, il s'agit de discussions autour de faits divers, vie et conseils pratiques. The Morning Exchange reçoit également régulièrement des invités experts de la santé, de la culture, du voyage, des loisirs, etc. Enfin, The Morning Exchange est la première émission à être filmée dans un studio aménagé à la façon dʼun salon, décor plus chaleureux pour le téléspectateur.
En 1975, ABC adopte alors le concept pour AM America qui prend ainsi le nom de Good Morning America. La première émission est diffusée le 3 novembre 1975 et présentée par David Hartman, accompagnée de Nancy Dussault, remplacée en 1977 par Sandy Hill.

### 1976 – 1989: évolutions
Les audiences de l'émission grimpent doucement dans les années 1970 et 1980 alors que The Today Show recule, notamment à cause du départ de Walter parti rejoindre NBC news. Le 30 août 1976, Tom Brokaw arrive à la présentation de The Today Show, bientôt rejoint par une coéquipière féminine : Jane Pauley. En un an, l'émission rattrape les taux d'audience de GMA.
Néanmoins dans les années 1980, les deux programmes sont encore aux coudes à coudes. Après le départ de Brokaw pour NBC Nightly News, GMA devient officiellement l'émission matinale Américaine la plus regardée, devant The Today Show.
Au départ, GMA est conçue comme une émission-débat présentée par Hartman, pendant laquelle interviennent les chroniqueurs Dassault et Hill. En 1980, Hill quitte le programme et est remplacé par Joan Lunden, ancienne présentatrice de WABC, station de radio appartenant au groupe ABC et retransmise depuis New York. Après plusieurs années de succès, Joan Lunden, forte de sa nouvelle célébrité, devient coprésentatrice de l'émission. Le 20 février 1987, Hartman part à la retraite après 3 189 émissions. Le 23 février 1987, Gibson rejoint Lunden et les résultats d'audience s'envolent. Les deux présentateurs forment désormais le duo le plus populaire de la télévision, et ce jusquʼau début des années 1990, portant les taux d'audience de GMA nettement au-dessus de ceux de The Today Show.

### 1990 – 1998: ascension et déclin
Lʼémission entame les années 1990 avec des records dʼaudience. Gibson et Lunden forme un duo de présentateurs sans égal. Néanmoins, GMA perd sa place de meilleure émission matinale fin 1995. Lunden souffre des horaires de lʼémission, et les producteurs sʼengagent alors à le transférer sur un programme en prime time, tel Behind Closed Doors. Le 5 septembre 1997, Lunden quitte GMA après 17 ans de bons et loyaux services. Lisa Mc Ree le remplace, bientôt rejointe par Kevin Newman après le départ en 1998 de Gibson. Lʼaudimat se tourne alors vers The Today Show qui devient à son tour le programme matinal le plus suivi aux États-Unis.

### Janvier 1999 – Mai 2005: la période Gibson–Sawyer
Pour relancer GMA, ABC News négocie le retour de Gibson, qui rejoint alors Diane Sawyer à la présentation de lʼémission le 18 janvier 1999. Le duo est censé être temporaire, mais en voyant les chiffres dʼaudience remontés face à The Today Show, Gibson reste finalement pendant six ans. Du côté des informations, Antonio Mora est remplacé en 2002 par Robin Roberts, ancien présentateur de la chaîne de sports ESPN.
Le 13 septembre 1999, GMA quitte les studios dʼABC News alors situé à Lincoln Square pour sʼinstaller aux Times Square Studios, ce qui offre au programme la possibilité de tourner des émissions spéciales en extérieur, au cœur de Times Square.

### Mai 2005 – Juin 2006: la période Gibson–Roberts– Sawyer
Le 23 mai 2005, les producteurs de l'émission annoncent que Roberts, qui a plusieurs fois remplacée Gibson ou Sawyer lors de certaines émissions, est promue coprésentatrice. Même si en 2010, GMA reste second derrière The Today Show pour ce qui est du taux d'audience depuis 1995, lʼémission rafle quelques records notamment au lendemain de la mort du pape Jean-Paul II ou encore en diffusant une performance de Mariah Carey, en 2005. GMA a également su récupérer des parts d'audience face à The Today Show dans les grandes villes américaines notamment, où la diffusion du programme a été rallongée. Néanmoins, après 2008, l'écart d'audience entre les émissions s'est à nouveau élargi.
Le 3 novembre 2005, GMA célèbre son 30e anniversaire en diffusant des extraits de 1975 et en redécorant Times Square. À cette occasion, le plateau se pare dʼinvités d'honneur parmi lesquels les anciens présentateurs vedettes Hartman et Lunden ainsi que Spencer Christian, ancien Monsieur Météo de l'émission. Le lendemain, GMA devient la première émission matinale diffusée en Haute Définition.
Le 2 décembre 2005, Tony Perkins, présentateur météo de GMA depuis 1999, arrête l'émission. Il fait ses adieux en direct et annonce quʼil retourne à WTTG-TV où il a commencé sa carrière. Perkins est remplacé par Mike Barz, ancien présentateur sportif de WGN-TV à Chicago.
Le 28 juin 2006, une émission spéciale est dédiée à Gibson qui quitte à son tour GMA après 19 ans passés en tant que présentateur. Ce dernier part rejoindre l'émission ABC World News.

### Juin 2006 – Juin 2009: la période Sawyer–Roberts
En 2007, la rumeur monte autour du départ prémédité de Sawyer à la fin de son contrat. En effet, celle-ci convoiterait le poste de présentateur dʼABC World News offert à Gibson. En août 2006, Chris Cuorno devient présentateur du journal dʼinformations, tout en continuant à présenter ABC News en primetime. Au même moment, Sam Champion devient le nouveau présentateur météo. Tous deux arrivent au moment où lʼémission adopte un nouveau logo, aux lettres dorées apposées sur un fond bleu. Celui marque notamment le passage à la Haute Définition.
Le 29 juin 2007, le chroniqueur cinéma Joel Siegel décède à lʼâge de 63 ans des complications dʼun cancer du côlon. Le 9 juillet de la même année, une émission spéciale lui est dédiée avec comme invités dʼhonneur dʼanciens membres de l'émission tels que Hartman, Hill, Lunden, Newman, Christian, Perkins et Gibson.
Le 31 juillet 2007, Roberts annonce quʼelle est atteinte dʼun cancer du sein. Elle garde néanmoins son rôle de présentatrice tout au long de sa chimiothérapie. Le 22 octobre 2007, les studios de GMA change de décor, passant du bleu à lʼorangé. La musique du générique est également remplacée.
Le 26 juin 2009, lendemain de la mort de Michael Jackson, Gibson revient à la présentation de lʼémission.

### Septembre 2009 à aujourd'hui: la période Roberts-Stephanopoulos
Le 2 septembre 2009, ABC annonce que Gibson prévoit de démissionner de ses fonctions de présentateur dʼABC World News et quʼil sera remplacé, contre toute attente, par Sawyer. En effet, la rumeur prédisait plutôt Stephanopoulos, présentateur de This Week, pour assurer la relève de Gibson. Mais les producteurs dʼABC News affirment quʼils souhaitent revenir au format de présentation original, à savoir duo homme-femme. Officieusement, les mêmes craignent en fait de devoir remanier lʼémission si Stephanopoulos devient le nouveau présentateur, pour sʼadapter à son mode de présentation.
Lorsque Sawyer annonce son départ de lʼémission, les spéculations pour son remplacement tournent plutôt autour de Cuomo, déjà lié dʼamitié avec Roberts. Néanmoins, le 10 décembre 2009, cʼest Stephanopoulos qui remplace Sawyer, et Juju Chang est annoncée pour remplacer Cuomo.

## Édition du week-end
Les premières éditions du week-end de Good Morning America sont diffusées uniquement le dimanche, de début janvier 1993 à fin février 1999, et sont présentées par les chroniqueurs Willow Bay, Aaron Brown, John Hockenberry, Dana King, Lisa McRee, Antonio Mora, Kevin Newman et Bill Ritter.
Cʼest après sʼêtre rendu compte que la chaine fut plusieurs fois la dernière à annoncer les informations exclusives entre 2001 et 2003 que les producteurs dʼABC décident de lancer une édition le dimanche. Cela était dû à la diffusion dʼABC Kids, difficile à interrompre pour annoncer des catastrophes telles que lʼincident avec la fusée Columbia.
La version contemporaine de lʼédition du week-end est diffusée pour la première fois le 4 septembre 2004 et présenté par Bill Weir et Kate Snow, ainsi que les chroniqueurs Ron Claiborne et Marysol Castro. Après le départ de Snow, plusieurs personnalités féminines dʼABC News se succèdent jusquʼà lʼarrivée de Bianna Golodryga. En août 2010, Bill Weir annonce son départ de GMA week-end pour rejoindre lʼémission de nuit Nightline. Dan Harris le remplace en octobre 2010. Un mois plus tard, Marisol quitte à son tour le programme et est remplacée par une série de présentateurs météo. En novembre 2010, Ron Clairbone est donc le seul encore présent depuis la nouvelle version de GMA week-end lancée seize ans plus tôt.
Lʼédition du week-end, désormais diffusée le samedi et le dimanche matin, commence comme celle de la semaine à 7h du matin, pour tous les fuseaux horaires. Le samedi, lʼédition précède donc le programme ABC Kids, le dimanche, This Week.

## Tournée «Whistle-stop tour»
En septembre 2008, GMA lance une série de reportages, « 50 States in 50 Days » (« 50 États en 50 jours ») en partenariat avec ABC News et la compagnie ferroviaire américaine Amtrak. Le premier volet est consacré à Stockbridge dans le Massachusetts.

## Émission de radio (2006–2009)
En janvier 2006, GMA lance son émission de radio diffusée sur XM Radio.
L'émission reprend des sujets du programme TV mais offre également aux auditeurs la possibilité de s'exprimer en direct. Elle est présentée par Hilarie Barsky et diffusée du lundi au samedi de 8h à midi (fuseau Est).

## Présentateurs

### Présentateurs actuels
- Robin Roberts, présentateur principal (2005–aujourd’hui)
- George Stephanopoulos, présentateur principal (2009–aujourdʼhui)
- Josh Eliott, présentateur journal d'informations (2011-aujourd'hui)
- Sam Champion, présentateur météo (2006–aujourdʼhui)
- Ginger Zee (2011-aujourd'hui), météo
- Lara Spencer, présentatrice lifetstyle (2011-aujourd'hui)

### Anciens présentateurs
- Nancy Dussault (1975–1977)
- David Hartman (1975–1987)
- Sandy Hill (1977–1980)
- Joan Lunden (1980–1997)
- Charles Gibson (1987–1997 puis 1999–2006)
- Lisa McRee (1997–1999)
- Kevin Newman (1998–1999)
- Elizabeth Vargas (1999)
- Cynthia McFadden (1999)
- Connie Chung (1999)
- Diane Sawyer (1999–2009)
- Kate Snow (édition du week-end, 2004–2010)
- Bill Weir (édition du week-end, 2004–2010)
- Vargas, McFadden and Chung remplacent temporairement McRee avant lʼarrivée de Sawyer.

### Ancien chroniqueurs
- Steve Bell (Novembre 1975–Décembre 1986)
- Kathleen Sullivan (Juillet 1982–Décembre 1986)
- Jed Duvall (Janvier 1987–Juillet 1988)
- Paula Zahn (Novembre 1987–Février 1990)
- Forrest Sawyer (Juillet 1988–Septembre 1989)
- Mike Schneider (Septembre 1989–Février 1993)
- Aaron Brown (1992–1993)
- Morton Dean (Février 1993–Mai 1996)
- Elizabeth Vargas (Mai 1996–Novembre 1997)
- Kevin Newman (Novembre 1997–Mai 1998)
- Antonio Mora (Mai 1998–Janvier 2002)
- Robin Roberts (Avril 2002–Mai 2005)
- Chris Cuomo (September 2006–Décembre 2009)
- JuJu Chang, présentateur journal dʼinformations (2009–2011)

### Contributeurs et correspondants
- Marty Becker (depuis 1997), expert vétérinaire
- Elisabeth Leamy (depuis 2005), expert du droit des consommateurs
- Becky Worley (depuis 2005), expert en technologie
- Hilarie Barksy (GMA radio – depuis 2006)
- Mellody Hobson (depuis 2006), expert financier
- Emeril Lagasse (depuis 2006), expert diététique
- Sara Moulton (depuis 2006), expert diététique
- David Muir (depuis 2006)
- Wolfgang Puck (depuis 2006), expert diététique
- Claire Shipman (depuis 2006), correspondant national
- Glenn Beck (depuis 2007)
- Tory Johnson (depuis 2007)
- Taryn Winter Brill (depuis 2008), correspondant
- Ashleigh Banfield (depuis 2009), expert judiciaire
- Richard Besser (depuis 2009), expert santé
- Cameron Mathison (depuis 2009)
- Melissa Rycroft (depuis 2009)
- Erin Andrews (depuis 2010)

- Hilary Brown, correspondant à lʼétranger

## Diffusion à lʼétranger
En Australie, Nine Network, affilié à WIN et NBN, diffuse GMA les mardis et vendredi de 3h30 à 5h du matin. Lʼédition du vendredi est diffusée le samedi matin de 4h30 à 6h mais celle du dimanche nʼest pas diffusée. The Today Show et CBS Early Show sont également diffusées aux mêmes heures, sur des canaux différents.

## Récompenses
En 2010, GMA est nommée pour un GLAAD Media Award dans la catégorie « Meilleure programme journalistique ».